# Bermering
Bermering é uma comuna francesa na região administrativa de Grande Leste, no departamento de Mosela. Estende-se por uma área de 5,73 km². Em 2010 a comuna tinha 229 habitantes (densidade: 40 hab./km²).